# Begonia anjuanensis
Begonia anjuanensis é uma espécie de Begonia.